# Ourense (prowincja)
Ourense (hiszp. Provincia de Orense) – prowincja Hiszpanii, w regionie Galicja.
Stolicą jest Ourense. Prowincja jest położona w południowo - wschodniej części hiszpańskiej Galicji, nad Oceanem Atlantyckim i graniczy ona bezpośrednio z Portugalią. Około 32% ludności mieszka w samej stolicy. Łącznie prowincję stanowią 92 gminy. Płyną tędy dwie rzeki Miño i Sil mające swe ujście do Oceanu Atlantyckiego. Region, podobnie jak całą Galicja znajduje się pod wpływem klimatu oceanicznego, charakteryzującego się łagodnymi temperaturami przez cały rok.